# Академгородок (Апатиты)
Апатитский Академгородок — микрорайон города Апатиты. Месторасположение научных институтов, сотрудников Кольского научного центра РАН. Площадь 42 га.

## География
Академгородок расположен чуть севернее центра Апатитов, окружён: на севере улицей Козлова, на юге и востоке улицей Ферсмана и на западе улицей Зиновьева. Внутреннюю часть Академгородка образуют нежилые строения, обозначенные номерами с буквой «а», не относящимися к улицам (например: Институт химии и технологии редких элементов и минерального сырья им. И. В. Тананаева — Академгородок, 26а).

## История
- В 1954 году началось строительство Академгородка.
- В 1958 году трест «Апатитстрой» предъявил к сдаче первый жилой дом в Академгородке.
- В 1959 году по решению Мурманского облисполкома от 13 августа 1959 года населённые пункты Молодёжный, Белореченский и Академгородок были отнесены к рабочему посёлку Молодёжный[источник не указан 1250 дней].
- В 1966 году рабочие посёлки Апатиты и Молодёжный были соединены в город Апатиты и была создана Академическая улица, на которой расположен Академгородок.[1]

## Достопримечательности

Памятник Академику А. Е. Ферсману в Апатитах

- Единственный в России «Сад камней» под открытым небом. В саду находятся все разновидности минералов Хибинских гор. Находится рядом с Горным институтом КНЦ РАН.
- Памятник Ферсману, поставленный в 1980 году напротив Горного института КНЦ РАН.

## Культура
- Музей-архив истории изучения и освоения Европейского Севера России (Академгородок, 40а);
- Каток «Академический»;
- Геологический музей КНЦ РАН (ул. Ферсмана, 16).

## Улицы
- Улица Ферсмана
- Улица Козлова
- улица Зиновьева

## Организации
Научные организации:
- Президиум КНЦ РАН (ул. Ферсмана, 14);
- Геологический институт (ул. Ферсмана, 14);
- Горный институт (ул. Ферсмана, 24);
- Институт химии и технологии редких элементов и минерального сырья им. И. В. Тананаева (Академгородок, 26а);
- Институт экономических проблем (ул. Ферсмана, 24а);
- Институт информатики и математического моделирования технологических процессов (ул. Ферсмана, 24а);
- Институт проблем промышленной экологии Севера (Академгородок, 14а);
- Полярный геофизический институт (Академгородок, 26а);
- Администрация Полярно-альпийского ботанического сада-института (Академгородок, 18а);
- Центр физико-технических проблем энергетики Севера (Академгородок, 21а);
- Отдел технологии строительных материалов (Академгородок, 51а);
- Больница с поликлиникой КНЦ РАН (Академгородок, 58а);
- Центр гуманитарных проблем Баренц-региона (Академгородок, 40а);
- Центр медико-биологических проблем адаптации человека в Арктике (Академгородок, 41а);
- Центр наноматериаловедения (ул. Ферсмана, 14).

Ненаучные организации:
- Типография «КаэМ» (Академгородок, 17а);
- Музей-архив истории изучения и освоения Европейского Севера России (Академгородок, 40а);
- Апатитский Филиал МГТУ (Академгородок, 50а);
- Спорткомплекс «Наука» (ул. Зиновьева, 18).

## Транспорт
Добраться до Академгородка можно автобусами № 7к, 9, 9э, 11, 12, 102, 128, 130, 131, 135 до остановки "площадь Ленина".